# El Cubri
El Cubri fue un colectivo español de historieta política formado por el guionista Felipe Hernández Cava y los dibujantes Pedro Arjona y Saturio Alonso y activo de 1973 a 1984.

## Trayectoria
En 1970 Saturio Alonso y Felipe Hernández Cava adoptaron el nombre de El Cubri, una referencia a Stanley Kubrick, para sus colaboraciones en la revista cinematográfica Fotogramas, y pronto el dibujante Pedro Arjona se incorporaría al grupo. El colectivo se caracterizaría por la combinación de experimentación formal y crítica política, con un foco en la situación de la España franquista y los abusos del neocolonialismo en el ámbito internacional.
El colectivo realizó sus primeras publicaciones en las revistas Bang! y Nuevos Fotogramas, y obtuvo el segundo premio en el concurso de cómic del Certamen Internacional de Cine para Niños de Gijón de 1973. A partir de ese momento, publicarían su trabajo en revistas como Triunfo, Por favor, Cuadernos para el diálogo, La Codorniz, Cinestudio, Contrastes, Zona Abierta y otras, así como en panfletos de propaganda de distintas organizaciones antifranquistas e incluso grafitis. En 1975, publicaron el álbum El que parte y reparte se queda la mejor parte, que fue recibido positivamente por la crítica. En él destaca la experimentación formal, haciendo uso de recursos como la alteración de fotografías, el collage, el pastiche publicitario, la fotonovela, la ilustración y técnicas situacionistas. El año siguiente participarían en una exposición colectiva representativa de una nueva generación de historieta social, que El País denominó "contra historieta", y en 1977 participaron de la fundación de la revista y colectivo Trocha.
En 1979 crearon el personaje de Peter Parovic, con el que experimentarían con el género noir. Este aparecería en una historia para Diario 16 y en la serie Cadáveres de Permiso, publicada entre 1983 y 1984 en la revista Rambla y premiada como mejor cómic nacional por la editorial Toutain en 1984. La serie Sombras, editada en 1983, ahondaba en esta línea. La serie satírica El Hombre Invisible fue publicada en El País, y compilada en 2002 por Edicions de Ponent. Francografías, editada en 2006, recogía sus ilustraciones antifranquistas de la serie Historia del franquismo (1978) junto al primer tebeo crítico sobre Franco publicado tras su muerte, de 1976.

## Recepción
El crítico Jesús Cuadrado ha destacado la dimensión artística de su obra, así como su cercanía a la mitología popular. Otros autores han destacado el carácter ensayístico y político de su obra, que les llevó a colaborar tanto con publicaciones académicas y especialistas como en publicaciones de agitación, así como la forma en que esta hacía uso del humor y la apropiación y resignificación de materiales para comunicar mensajes políticos.
En 2008 la Diputación de Sevilla, en el marco del Encuentro Internacional del Cómic y la Ilustración de la ciudad, organizó la exposición Tal como éramos, que hacía un recorrido por la obra de El Cubri.

## Obra
- El que parte y reparte se queda la mejor parte (Fundamentos, 1975)
- Sombras (Ediciones de la Torre, 1983; reeditado en Edicions de Ponent, 2004).
- Luis Candelas (Edicions de Ponent, 2001).
- El hombre invisible (Edicions de Ponent, 2002).
- Francografías (Edicions de Ponent, 2006).
- Tal como éramos (Edicions de Ponent, 2008).